# Darwin Airline
Darwin Airline var ett regionalt flygbolag baserat i Lugano, Schweiz. Flygbolaget hade reguljära flygningar till Italien, Frankrike och Storbritannien. Huvudbasen fanns på Luganos flygplats.

## Koder
- IATA-kod: F7
- ICAO-kod: DWT

## Historia
Flygbolaget grundades 12 augusti 2003 och genomförde sin första flygning 28 juli 2004.
Den 12 december 2017 försattes bolaget i konkurs.

## Destinationer
Darwin Airline hade följande linjer (mars 2007)
- Inrikes reguljära flygningar: Bern, Genève och Lugano
- Internationella reguljära flygningar: London och Rom
- Internationella säsongsflygningar: Cagliari, Olbia, Dubrovnik, Palma och Valencia.

## Flotta
Darwin Airline hade en flotta med följande plan, i januari 2011:
- 6 Saab 2000
- 2 Dash Q400